# Васильев, Александр Васильевич (флагман 2-го ранга)
Александр Васильевич Васильев (18 февраля [2 марта] 1887 — 4 мая 1938) — советский военно-морской деятель, командир бригады траления и заграждения Тихоокеанского флота, флагман 2-го ранга (28.11.1935).

## Биография

### Служба в царском флоте
Родился 18 февраля (2 марта) 1887 г. в городе Задонске Воронежской губернии в семье конторского служащего. После пятилетнего обучения в Ливенском городском училище в 1904 г. начал работать учеником слесаря и кочегаром на винных складах в Ливнах и Орле, а позже слесарем в 1-м казённом винном складе в Москве. Обучался на вечерних 1-х Московских электротехнических курсах, которые окончил в 1906 г. Через два года был призван на флот и зачислен в 1-й Балтийский флотский экипаж в школу минёров. В 1910 году был направлен в класс минных квартирмейстеров Учебного минного отряда (УМО) Морских сил Балтийского моря (МСБМ), где был произведён в унтер-офицеры 2-й статьи и оставлен инструктором. Пропагандировал революционные идеи среди молодых матросов, и был списан на корабль «Память Азова», переименованный после восстания 1906 года в учебное судно «Двина», где в марте 1911 за революционную деятельность был арестован, лишён унтер-офицерского звания и до декабря находился под следствием в Кронштадте и петербургских «Крестах».
В декабре 1911 был освобождён из-под стражи, в январе 1912 года уволен в запас. Работал электромонтёром на винных заводах А. Барри и Смирнова в Москве. В июле 1914 был вновь призван на Балтийский флот и назначен в соединение траления, в 1915 преобразованное в дивизию траления. Из пяти тральщиков, на которых служил Васильев в годы Первой мировой войны, погибли три. За отличие в условиях военного времени в 1915 Васильеву было возвращено звание унтер-офицера 2-й статьи, в 1916 г. он был произведён в минные кондукторы и награждён Георгиевской медалью «За храбрость» 4-й степени.
После Февральской революции был избран председателем матросского комитета 1-го отряда тральщиков Флота Балтийского моря. В марте 1917 был произведён в подпоручики по адмиралтейству и назначен ревизором 1-го отряда траления.

### Участие в Гражданской войне
В феврале 1918 добровольно вступил в ряды РККФ, участвовал в Ледовом походе кораблей Балтфлота из Гельсингфорса в Кронштадт, во время которого простудился и тяжело заболел. После выздоровления весной 1919 был назначен помощником командира 3-го отряда 3-го дивизиона Волжской военной флотилии (ВВФ). Участвовал в подавлении мятежа в Казани, обороне Царицына, где познакомился с будущим командующим Черноморским флотом И. К. Кожановым. В апреле 1920 был переведён на Южный фронт и назначен начальником распорядительной части штаба Северо-Западного района Черного моря.

### Служба на Черном море
После окончания боевых действий в Чёрном море осталось множество мин. В конце 1920 Васильев был назначен командиром 2-го дивизиона траления Морских сил Черного моря (МСЧМ) и занимался очисткой акваторий Черного и Азовского морей от мин.
В начале 1921 Васильев был назначен сначала начальником оперативного отдела, а затем начальником штаба Минной обороны Морских сил Черного моря. В декабре 1921 был назначен начальником Дивизиона тральщиков и заградителей МСЧМ.
Осенью 1925 был зачислен слушателем первого набора на Высших морских академических курсах (ВМАК) при Военно-морской академии. В апреле 1926 окончил ВМАК, возвратился на Черное море и ещё на два года вступил в командование тем же Отрядом траления и заграждения МСЧМ.
В 1928 был назначен главным минёром Главного военного порта Черного моря Севастополь. В 1930 принял участие в рытье тоннеля в Сухарной балке под Севастополем, в ходе которого произошёл незапланированный взрыв большого заряда (к счастью, жертв и пострадавших не было). Васильев был предан суду Военного трибунала и приговорён к двум годам лишения свободы условно. С приходом нового командующего МСЧМ И. К. Кожанова Васильев был назначен флагманским специалистом штаба флота.

## Служба на Дальнем Востоке
В марте 1932 был принят кандидатом в члены ВКП(б). Затем был отправлен командовать бригадой траления и заграждения на Дальний Восток.
28 ноября 1935 года А. В. Васильеву было присвоено воинское звание флагмана 2-го ранга, а 23 декабря того же года он с группой моряков-тихоокеанцев был награждён орденом Ленина.

## Арест и расстрел
5 января 1938 Васильев был уволен из рядов РККА по статье 44 «в», а 13 января арестован. Обвинение комбрига строилось на подготовленном комиссией документе «Предварительные итоги разгрома антисоветского военного заговора на Тихоокеанском флоте и о ходе ликвидации последствий вредительства». Следствие было недолгим, так как он почти сразу подписал признательные показания о своём участии в антисоветском военном заговоре. 4 мая 1938 во Владивостоке выездная сессия  Военной коллегии Верховного Суда СССР рассмотрела дело по обвинению бывшего командира бригады траления и заграждения Тихоокеанского флота флагмана 2 ранга А. В. Васильева по статьям УК РСФСР 58-16, 58-7, 58-8, 58-11. Васильев был приговорён к высшей мере наказания — расстрелу с лишением воинского звания и конфискацией имущества. Приговор был приведён в исполнение в тот же день.
Васильев был реабилитирован 6 июня 1957 года.